# Министерство на външните работи на България
Министерството на външните работи (МВнР) е държавна институция в България с ранг на министерство, която подпомага президента на България при формулирането и провеждането на външната политика на България по отношение на отношенията ѝ с други държави и международни организации. То е сред първите 6 български министерства, създадени на 5 юли 1879 г. (стар стил). Министърът на външните работи е член на Министерския съвет.
Централната администрация на министерството се намира в сграда на улица „Александър Жендов“ № 2 в София.

## История

### Създаване
През 1878 г. към администрацията на Временното руско управление при княз Александър Дондуков-Корсаков, се създава Канцелария за общи дела и дипломатически отношения, която след приемането на Търновската конституция на 5 юли 1879 г. (стар стил) е преименувана в Отдел за външни работи, начело с Трофим Юзефович. По-късно с Указ № 23 на основание чл. 161 от същата конституция е създадено Министерство на външните работи/дела/ и изповеданията (МВРИ) като централна държавна институция за организиране, ръководство и провеждане на външната политика на България чрез дипломатически представителства в чужбина (агентства, консулства, легации). Съгласно Указа, министерството се състои от три отдела:
1. Отделение за сношаване с местните ведомства;
2. За отношенията с чуждите дипломатически агентства;
3. За духовните дела.

### Структурни промени
На 19 декември 1907 г. е приет „Закона за устройството и службата“, съгласно който се оформят следните структурни звена: Кабинет на министъра на външните работи, политически отдел, архив и библиотека, консулски отдел, отдел на изповеданията, българска телеграфна агенция и счетоводство. С известни промени, настъпили през 1918 г., МВРИ функционира с тази структура до приемането на Конституцията на Народна република България (4 декември 1947 г.), по силата на която се създава Министерство на външните работи (МВнР).
След приемането на Конституцията на Народна република България от 4 декември 1947 г. длъжността на министъра е преименувана (от наименованието отпада частта и изповеданията) и съответно предишното министерство се преобразува в Министерство на външните работи (МВнР). От създаването на министерството структурата му се базира на неговите основни функции по организиране, ръководство и провеждане на външната политика на България.
На 13 септември 2007 г. Народното събрание приема „Закона за Дипломатическата служба“, който урежда принципите, организацията и дейността на дипломатическата служба, както и правилата за професионалното развитие на дипломатическите служители.

## Структура
Към 10 септември 2015 година министерството има следната структура:
- Специализирана администрация
  - Дирекция „Пресцентър“
  - Дирекция „Държавен протокол“
  - Дирекция „Външнополитическо планиране, информация и координация“
  - Дирекция „Ситуационен център“
  - Дирекция „Консулски отношения“
  - Дирекция „Правна“
  - Дирекция „Международно право и право на ЕС“
  - Дирекция „Външно икономически отношения“
  - Дирекция „Политически институции на Европейския съюз“
  - Дирекция „Двустранно европейско сътрудничество“
  - Дирекция „Югоизточна Европа“
  - Дирекция „ОВППС на Европейския съюз“
  - Дирекция „НАТО и регионална сигурност“
  - Дирекция „Източна Европа и Централна Азия“
  - Дирекция „Америка“
  - Дирекция „Близък изток и Африка“
  - Дирекция „Азия, Австралия и Океания“
  - Дирекция „ООН и сътрудничество за развитие“
  - Дирекция „Права на човека“
- Обща администрация
  - Дирекция „Човешки ресурси“
  - Дирекция „Бюджет и финанси“
  - Дирекция „Управление на собствеността и материално-техническо осигуряване“
  - Дирекция „Административно и информационно обслужване“
  - Дирекция „Сигурност“